# Союз молодих комуністів
Союз молодих комуністів (ісп. Unión de Jóvenes Comunistas, UJC) — молодіжна організація Комуністичної партії Куби. Членство є добровільним і селективним, налічує понад 600 000 активних членів. Його логотип складається зі стилізованого зображення Хуліо Антоніо Мельї, Каміло Сьєнфуегоса і Че Гевари. Девіз — «Estudio, Trabajo, Fusil».

## Історія
Союз молодих комуністів був заснований поряд з Комуністичною партією Куби в 1965 році.